# Gordon’s
Gordon’s (произносится Гордонс) — английский джин.

## История
Gordon’s London Dry Gin был создан Александром Гордоном, лондонцем шотландского происхождения. Согласно легенде, его прапрадед спас короля от разъярëнного кабана во время охоты. С этих пор голова дикого зверя изображается на их семейном гербе, а также украшает изображение бутылки с джином. Александр Гордон основал свой спиртзавод в районе Саутуарк в 1769 году, в 1786 году производство было перенесено в район Клеркенуэлл (англ. Clerkenwell). Рецепт его джина остаётся неизменным с момента первого производства и состоит (помимо воды и спирта) из ягод можжевельника, семян кориандра, корней дягиля и ириса, лакрицы, апельсиновой и лимонной цедры.
В 1898 году Gordon & Co. слились с компанией по производству джина Charles Tanqueray & Co. (той же компании Diageo) и производство переместилось в район Госуэлл-Роуд (англ. Goswell Road).
В 1921 году джин Gordon’s впервые упоминается как ингредиент в кулинарной книге. В 1925 году Gordon’s получает первую награду — англ. Royal warrant of appointment от короля Великобритании Георга V.
С 1935 года Gordon’s стал производиться в США, первый спиртзавод был открыт в городе Линден (Linden), штат Нью-Джерси.
В 1962 году был признан самым продаваемым джином в мире.
В 1984 году английское производство Gordon’s было перенесено в Базилдон, а в 1998 году — в Файф, где он и производится до сих пор.
C 1992 года крепость Gordon’s была понижена до 37,5 %.
В 2009 году джин Gordon’s на телевидении рекламировал скандально известный шеф-повар Гордон Рамзи.
По состоянию на 2012 год Gordon’s продаётся в 150 странах мира.

## Продукция
Точный рецепт производства джина Gordon’s знают лишь двенадцать человек в мире. На родине, в Великобритании, Gordon’s продаётся в оригинальных зелёных стеклянных бутылках, в прочих странах для розлива используют бесцветные бутылки, в магазинах беспошлинной торговли встречается вариант в пластиковых бутылках объёмом 0,75 л.